# Ronan Le Crom
Ronan Le Crom (Lorient, 13 luglio 1974) è un ex calciatore francese, di ruolo portiere.

## Palmarès

### Club

#### Competizioni nazionali
- Campionato francese: 1

Paris Saint-Germain: 2012-2013